# José de San Martín
 (janvier 2015).
Si vous disposez d'ouvrages ou d'articles de référence ou si vous connaissez des sites web de qualité traitant du thème abordé ici, merci de compléter l'article en donnant les références utiles à sa vérifiabilité et en les liant à la section « Notes et références ».
José de San Martín est un général et homme d'État argentin, né le 25 février 1778, à Yapeyú, en Argentine et mort en France, à Boulogne-sur-Mer, le 17 août 1850. Avec Simón Bolívar, Antonio Jose de Sucre  et Bernardo O'Higgins, il est l'un des héros des indépendances sud-américaines.

## Biographie

### Famille
José Francisco de San Martín y Matorras nait le 25 février 1778 à Yapeyú en Argentine où son père, le colonel Juan de San Martín y Gómez, est administrateur de la province. Sa mère, Gregoria Matorras, appartient à une famille de notables.

### Militaire en Espagne
En 1785, son père retourne en Espagne et José de San Martin entre au Séminaire des nobles de Madrid qu'il quitte à l'âge de 12 ans pour entrer dans le régiment de Murcie. Il prend part à la campagne d'Afrique en combattant à Melilla et Oran. En 1797, il est promu sous-lieutenant pour ses actions lors des combats contre les troupes françaises dans les Pyrénées.
L'Espagne devenant l'alliée de la France contre l'Angleterre, il sert en août 1798 comme officier de marine de la République Française sur la frégate Santa Dorothea qui est capturée par les Britanniques.	
Il retourne en 1800 dans son ancien régiment espagnol et participe à la guerre des Oranges lors de l'invasion du Portugal par l'Espagne et la France. Il est promu capitaine en 1804.
En 1808, les troupes de Napoléon envahissent la péninsule Ibérique et le roi Ferdinand VII est fait prisonnier. Éclate alors l'insurrection espagnole contre l'Empereur et son frère Joseph Bonaparte, qui vient d'être proclamé roi d'Espagne. Remarqué par ses faits d'armes contre les Français, San Martín accède au grade de capitaine du régiment de Bourbon. L'armée attaque les troupes françaises et les bat au cours de la bataille de Baylen, le 19 juillet 1808. Il continue la lutte face aux Français et leurs alliés.

### L'Angleterre
Il combat sous les ordres du général Beresford à la bataille d'Albuera, le 16 mai 1811, et y fait connaissance de Lord Macduff (James Duff, 4e comte de Fife). Ce dernier l'introduit auprès des loges secrètes qui complotent pour l'indépendance de l’Amérique du Sud. Ainsi devenu franc-maçon grâce à cet allié, il obtient un passeport pour l’Angleterre, passe une brève période à Londres, puis rencontre d'autres Blancs nés en Amérique latine, membres de la loge maçonnique Logia de los Caballeros Racionales (loge des Chevaliers rationnels), fondée par Carlos María de Alvear à Montevideo, sur le modèle de la loge du même nom fondée par Francisco de Miranda à Cadix. En 1812, San Martín s'embarque vers Buenos Aires à bord de la frégate britannique George Canning, en compagnie de José Matías Zapiola (es). Ils fondent ensemble la Loge Lautaro, du nom du chef Lautaro, Amérindien mapuche du Chili qui, au XVIe siècle, avait résisté avec succès aux tentatives espagnoles de conquêtes.

### Retour à Buenos Aires
San Martín est bien accueilli à Buenos Aires, et son grade de colonel est reconnu. Le 16 mars 1812, les autorités lui confient la tâche de créer un corps de cavalerie, qu'il appelle Regimiento de Granaderos a Caballo (Régiment des Grenadiers à Cheval), afin de surveiller à cheval les berges du grand fleuve Paraná. Durant l'année 1812, il s'appuie sur son expérience militaire acquise contre les troupes napoléoniennes pour instruire cette troupe aux techniques modernes de combat.
Le 12 novembre 1812, alors âgé de 34 ans, il contracte un mariage avec María de los Remedios de Escalada, âgée de 14 ans.
Pendant ses premières années à Buenos Aires, l'élite de la capitale le surnomme « el tape » (Indien guarani), « el indio » (l'Indien), « el paraguayo » (le Paraguayen), « el cholo » (Indien Kolla) ou encore « el mulato » (le mulâtre), sobriquets liés à son lieu de naissance sur le territoire des anciennes missions jésuitiques guaranies, non loin du Paraguay actuel.
Dans la ville de Buenos Aires, le 25 mai 1810, une junte s'était formée selon le modèle des juntes en Espagne, qui s'opposaient à l'occupation française de la péninsule et gouvernaient au nom du roi Ferdinand VII, retenu prisonnier en France.
La ville de Montevideo ne reconnaît pas la Junte de Buenos Aires et commence les hostilités contre la capitale. Au Chili, le Conseil se prononce contre l'autorité du vice-roi. Dans le Haut-Pérou, la Bolivie actuelle, les royalistes occupent la province de Salta et avancent sur Tucumán, défendue par l'armée du Nord que commande l'autre héros, le général Manuel Belgrano. Le Paraguay s'est déjà déclaré indépendant.
En janvier 1813, les positions militaires sont consolidées : le général José Rondeau dirige le siège de Montevideo. Les royalistes de Montevideo dominent les fleuves avec leur flotte, ils ravagent les cités côtières et font de fréquents débarquements pour s'emparer de vivres.

### Bataille de San Lorenzo
En janvier, on apprend à Buenos Aires qu'une escadre royaliste, dirigée par le corsaire Rafael Ruiz et le capitaine Juan Antonio Zabala, s'apprête à débarquer. Le 28 janvier, le triumvirat ordonne au colonel San Martín de protéger les côtes du Paraná du débarquement royaliste. Les grenadiers suivent la progression de la flotte ennemie qui compte onze navires et environ 300 soldats. Les navires jettent l'ancre à San Lorenzo, petite ville située à 25 km au nord de Rosario, et les Espagnols échangent des coups de feu avec les troupes de Caledonio Escalada, commandant militaire de la cité.
Dans la nuit du 2 février, les grenadiers de San Martín arrivent et se cachent dans le monastère qui domine la ville de San Lorenzo. Au matin du 3 février, les barques de l'expédition royaliste touchent terre et les Espagnols montent la falaise. La victoire est acquise en quelques minutes. Les royalistes s'enfuient par la falaise en abandonnant armes, canons, fusils ainsi qu'un drapeau. La flotte vaincue s'en retourne à Montevideo et ne revient jamais sur le Paraná. San Martín fait un retour triomphal à Bueno Aires.

### À la tête de l'armée du Nord
Peu de temps après, on apprend la victoire du général Belgrano face aux royalistes à la bataille de Salta, où s'est rendue l'armée dirigée par Pío Tristán.
Manuel Belgrano, après la bataille de Salta, est entré sur les terres du Haut Pérou à la poursuite des royalistes, mais il doit reculer jusqu'à ses précédentes positions, dans la vallée de Lerma, après les défaites de Vilcapugio (1er octobre) et Ayohuma (14 novembre).
L'armée royaliste, dirigée par le général Pezuela, menace les provinces de Salta et de Jujuy.
La frontière nord est défendue par des gaúchos à cheval, sous le commandement du lieutenant colonel Martín Miguel de Güemes, originaire de Salta et très bien renseigné sur le terrain. Cette armée cause des dégâts parmi les troupes royalistes en soulevant le peuple contre l'ennemi.
Dans le même temps, sur le Río de la Plata, la flotte dirigée par le commandant Guillermo Brown défait l'armada royaliste face à Montevideo et parvient à établir le siège maritime qui oblige la cité à se rendre au général Alvear (juin 1814). En apprenant cette défaite, les royalistes, qui tentaient de conquérir les Provinces-Unies par la frontière nord, commencent à se retirer, concentrant leurs forces sur le Haut Pérou.
Peu après son arrivée à San Miguel de Tucumán, San Martin se rend compte de l'impossibilité de joindre Lima, qui à ce moment est le centre du pouvoir royaliste, par le chemin du Haut Pérou. Chaque fois qu'une armée royaliste descend de l'altiplano vers les vallées de Salta, elle est vaincue ; et chaque fois qu'une armée des Provinces-Unies s'aventure au Haut Pérou, elle est anéantie.

### Gouverneur du Cuyo

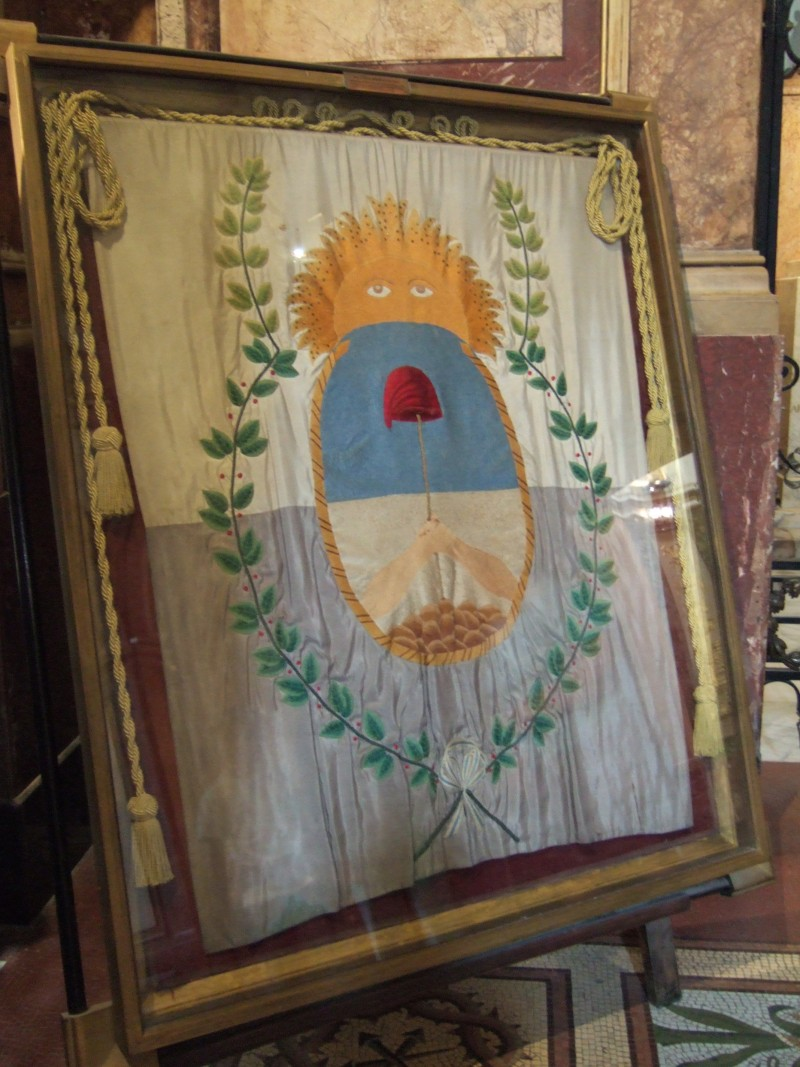
Drapeau de l'armée des Andes

Le général San Martin a alors l'idée de traverser la Cordillère et d'attaquer Lima par la mer. Pour assurer les frontières du Nord, les troupes du général Güemes devaient suffire. Le plan de conquête du Pérou par le Pacifique est ce que San Martin lui-même appela « son secret », partagé avec quelques-uns de ses amis de la Loge Lautaro. San Martin est dans une position favorable pour commencer ses plans qui l’amènent à libérer la moitié du continent.
Quand le futur Libertador s'installe au Cuyo, de l'autre côté de la Cordillère des Andes, la révolution du Chili se trouve en danger : le pays est envahi par les forces royalistes de la vice-royauté du Pérou et après plusieurs batailles, les forces indépendantistes, sous le commandement de Bernardo O'Higgins et José Miguel Carrera, sont défaites au cours de la bataille de Rancagua (1er octobre 1814), où les armées chiliennes sont anéanties, laissant ouverte la route vers la capitale, Santiago. Le général chilien Carrera avec le reste des armées traverse la Cordillère et se réfugie sur le territoire du Cuyo, gouverné par San Martin.
À Buenos Aires, on apprend que Napoléon a été vaincu et exilé sur l'île d'Elbe. Le roi Ferdinand VII est rentré à Madrid après six années de captivité. Le premier acte du gouvernement est d'abolir la constitution de Cadix et de condamner à mort tous ceux qui s'opposent à sa souveraineté. Le Tribunal de l'Inquisition est rétabli.
La révolution sud-américaine semble alors vaincue sur tous les fronts. Le Chili et le Haut Pérou sont perdus, avec des royalistes fortement établis à Lima ; la révolution vénézuélienne est vaincue et ses chefs, Bolívar et Mariño, réfugiés à Carthagène ; les libéraux espagnols sont poursuivis. Seuls dans le Río de la Plata flottent les étendards de la Liberté et de l'Indépendance. San Martin décide alors de créer l'armée des Andes.
On apprend qu'à ce moment, l'Espagne prépare une expédition de dix mille hommes, sous le commandement du général Murillo, qui se dirige vers le Río de la Plata pour soumettre les rebelles à la volonté royale. La fin de l'année 1815 est dominée par les nouvelles décourageantes de la défaite de l'armée du Nord, dirigée par Rondeau, à la bataille de Sipe-Sipe, le 29 novembre. Les forces du vice-roi du Pérou, commandées par le général Osorio, dominent le Chili. L'armée de Murillo, qui devait arriver à Buenos Aires, a débarqué au Venezuela et vaincu les troupes de Bolívar.
San Martin, à la tête de la petite armée du Cuyo, reste alors le seul espoir des Provinces-Unies. Dans ces circonstances il réunit ses officiers et expose son plan de la traversée des Andes et de la reconquête du Chili.
À la fin de l'année précédente, l'autorité du roi Ferdinand VII est pratiquement rétablie, et déjà les généraux royalistes exercent leur cruauté envers les populations rebelles, surtout au Venezuela et dans le Haut Pérou.
Au cours de cette année des corsaires battant pavillon du río de la Plata passent à l'attaque. Ils capturent les chargements des navires qui font la traversée entre l'Amérique et l'Espagne, libérant les esclaves, ce qui leur vaut la reconnaissance de l'opinion libérale en Europe. On intercepte même la correspondance confidentielle, ce qui leur permet de connaître l'état véritable des troupes royalistes aux Caraïbes et au Venezuela. C'est ainsi qu'on apprend à Buenos Aires les progrès de Bolívar et des troupes indépendantistes du Mexique.
Après la défaite de Sipe-Sipe au Haut Pérou, San Martin pense qu'il est temps de mettre en œuvre son plan de conquête de Lima par le Pacifique. Il fait croire que son armée fait marche vers le Haut Pérou afin que les royalistes pensent que la ville de Mendoza reste sans protection et décident de passer de l'autre côté de la Cordillère.
San Martin insiste auprès de ses délégués du Congrès sur la nécessité de déclarer l'indépendance. Le 9 juillet 1816, le Congrès proclame l'indépendance des Provinces-Unies du Río de la Plata. Il n'y a plus de possibilité de réconciliation avec Ferdinand VII.

### Expédition libératrice au Chili

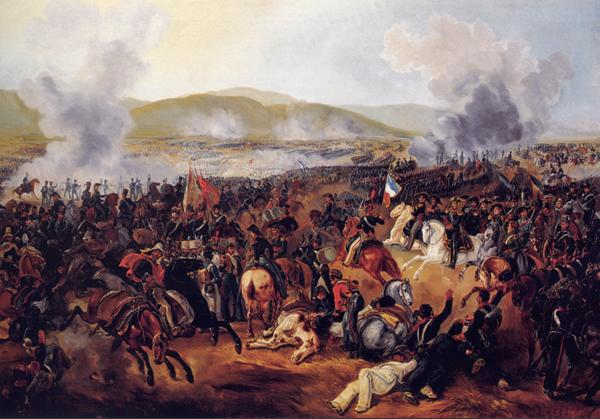
La bataille de Maipú

Le directeur suprême Juan Martín de Pueyrredón le nomme commandant en chef de l'armée des Andes et le 12 janvier 1817 débute depuis Mendoza la traversée des Andes en direction du Chili. Les forces patriotiques vainquent les royalistes à la bataille de Chacabuco le 12 février, ce qui permet l'entrée des troupes de patriotes dans la capitale du Chili, Santiago. Le 14 février, le cabilde de Santiago composé des notables locaux voisins le nomme « directeur suprême » du Chili. San Martín, sachant que l'acceptation de cette charge l'empêchera de participer à la libération du Pérou, refuse cette charge. Aussi, deux jours plus tard, le cabilde de Santiago nomme-t-il Bernardo O'Higgins « directeur suprême ».
En mars, San Martín retourne à Buenos Aires pour solliciter l'aide du Directoire pour continuer son expédition libératrice du Pérou. Le gouvernement de Buenos Aires lui promet en principe de collaborer, mais étant donné la situation chaotique et le climat de guerre civile qu'affronte Buenos Aires avec les provinces, il se voit plus tard dans l'impossibilité de tenir parole. Aussi est-ce le Chili qui assume tous les frais de l'entreprise et donne à San Martín mandat pour la mener à bien, avec le grade de capitaine général de l'armée du Chili. Il retourne donc au Chili, où il est défait à Cancha Rayada, le 19 mars 1818, avant d'obtenir une victoire définitive à la bataille de Maipú le 5 avril 1818.

### Indépendance et Protectorat du Pérou
San Martín et O’Higgins, avec l'aide de Lord Thomas Cochrane, organisent une expédition par voie maritime qui part le 20 août 1820 du port de Valparaíso. L’Angleterre avance les frais de guerre des armées de libération du Pérou, « soit directement — par le biais d’emprunts négociés directement sur la place de Londres par des émissaires de San Martin —, soit indirectement, par l’intermédiaire des nations latino-américaines déjà libérées et participant aux campagnes émancipatrices du Pérou », comme le Chili, aussi l'expédition se fait sous bannière chilienne, mais sous le commandement du général San Martín. Le 8 septembre, il débarque avec une armée de 4 000 hommes (composée d'Argentins, de Chiliens et d'autres nationalités) dans le port de Pisco, au Pérou, pour atteindre finalement Lima en juillet 1821. Le 28 juillet, San Martín déclare l'Indépendance du Pérou et est nommé « protecteur du Pérou », avec autorité civile et militaire. Cette même année, il fonde la Bibliothèque nationale du Pérou, à laquelle il donne sa collection personnelle de livres. Il crée aussi l'Ordre péruvien du Soleil. Il gouverne ainsi le Pérou depuis le 3 août 1821 jusqu'au 20 septembre 1822.
Durant son protectorat, il reçoit une demande d'aide du général Antonio José de Sucre, lieutenant de Simón Bolívar, pour la campagne en Équateur. San Martín envoie des soldats qui participent aux victoires de Riobamba et de Pichincha, qui assurent la reddition de Quito. Entre les 26 et 27 juillet 1822, a lieu l'entrevue de Guayaquil, où il se réunit avec Bolívar. Peu après, il décide d'abandonner toutes ses fonctions et de retourner dans son pays.
De retour à Mendoza, il demande l'autorisation de retourner à Buenos Aires afin d'y rejoindre son épouse, qui est gravement malade. Bernardino Rivadavia, ministre du gouvernement du gouverneur Martín Rodríguez, refuse, arguant du fait qu'il y serait en danger. En effet, en raison de son appui aux caudillos de l'intérieur et de son refus d'exécuter l'ordre reçu du gouvernement de réprimer les fédéralistes, les unitaires veulent le faire passer en jugement. Mais comme la santé de son épouse empire, il décide de se rendre à Buenos Aires, où il arrive après son décès survenu le 3 août 1823.

### Exil et mort
À son arrivée à Buenos Aires, on l'accuse d'être devenu un conspirateur ; découragé par les luttes internes entre unitaires et fédéralistes, il décide de quitter le pays avec sa fille unique Merceditas. Il habite la France, Bruxelles et l'Angleterre. Le 10 février 1824, il s'embarque pour Le Havre. Il a alors 45 ans, et porte les titres de généralissime du Pérou, capitaine général de la République du Chili et général des Provinces-Unies du Río de la Plata. Après une brève période à Londres, il s'installe avec sa fille à Bruxelles et peu après à Paris.
En 1825 il rédige les Maximes pour Merceditas ; il y fait une synthèse de ses idéaux éducatifs :
- Humaniser son caractère, et le sensibiliser même aux insectes qui nous font du mal. Sterne a dit à une mouche, en lui ouvrant la fenêtre afin qu’elle puisse s’échapper : « Vas-y, pauvre bête, le monde est assez grand pour nous deux… » ;
- Lui inspirer l’amour de la vérité et la haine du mensonge ;
- Lui inspirer la confiance et l’amitié, mais unie au respect ;
- Stimuler en elle la charité envers les pauvres ;
- Lui apprendre le respect de la propriété d’autrui ;
- Lui apprendre à garder un secret ;
- Lui inspirer des sentiments d’indulgence envers toutes les religions ;
- Qu’elle soit gentille avec les domestiques, les pauvres et les vieux ;
- Qu’elle parle peu, et juste ce qui est nécessaire ;
- Lui apprendre les bonnes manières à table ;
- Lui apprendre à aimer la propreté et à mépriser le luxe.

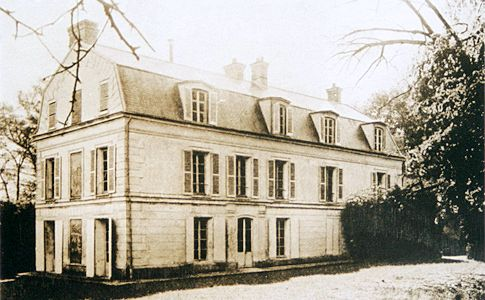
La maison de José de San Martín à Évry-Courcouronnes au début du XXe siècle.

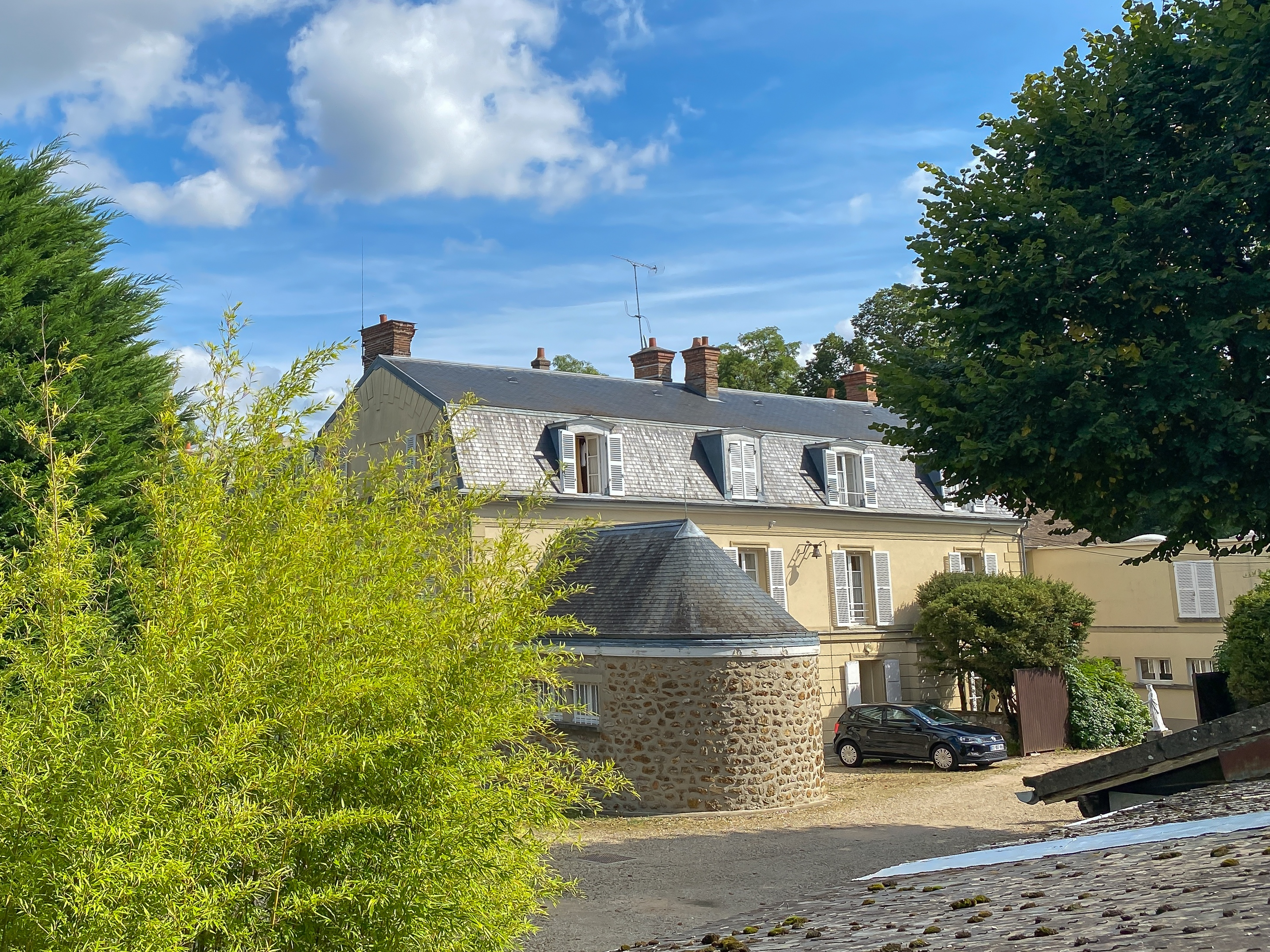
La maison de José de San Martín à Évry-Courcouronnes en 2021.

Durant ses années d'exil, San Martín garde le contact avec ses amis de Buenos Aires. En 1827, à la nouvelle de la guerre que l'Argentine mène contre le Brésil, il propose de rentrer pour participer à la lutte, mais jamais on ne l'appelle. L'année suivante, il tente de revenir à Buenos Aires, mais ne parvient pas à débarquer. Pendant trois mois, il reste à Montevideo. Le soulèvement de son ancien compagnon Juan Lavalle contre le gouverneur Manuel Dorrego, l'exécution postérieure de Dorrego, les rivalités, la profonde déception qu'il ressent aux évènements politiques survenant dans son pays, sont autant de motifs pour lesquels il décide de s'établir définitivement en Europe.
En 1831, il s'installe en France, dans une propriété de campagne à Ermenonville (Oise) près de Paris. Trois ans plus tard, sur le conseil de son ancien compagnon d'armes, le banquier Alexandre Aguado, il déménage pour une maison à Évry dans le quartier de Grand-Bourg, où il réside jusqu'en 1848. En parallèle, il achète également un appartement au 35 de la rue Saint Georges à Paris, non loin de l'hôtel particulier d'Aguado situé rue Drouot. Il est d'ailleurs un des exécuteurs testamentaires d'Aguado lorsque celui-ci meurt en 1842 et il tient l'un des cordons funéraires lors de la cérémonie funéraire à l'église Notre-Dame de Lorette, près de son domicile parisien. 
Finalement, en mars 1848, il part pour Boulogne-sur-Mer, où il meurt le 17 août 1850 ; il n'a jamais perçu sa pension de général.

### Testament de San Martín
Son testament olographe est écrit à Paris, le 23 janvier 1844, et désigne sa fille, qui avait épousé Mariano Balcarce, pour unique héritière.
Le testament stipule aussi que son sabre courbe soit transmis à Juan Manuel de Rosas :

« Le sabre qui m'a accompagné dans toute la guerre de l'indépendance de l'Amérique du Sud sera livré au général Juan Manuel de Rosas, comme preuve de la satisfaction que, en tant qu'Argentin, j'ai eu de voir la fermeté avec laquelle il a soutenu l'honneur de la République contre les injustes prétentions des étrangers qui essayaient de l'humilier. »

Il désirait aussi que son cœur repose à Buenos Aires.

## Tombe et hommages
Entre 1850 et 1861, sa dépouille repose dans une chapelle de la crypte de la basilique Notre-Dame-de-l'Immaculée-Conception de Boulogne-sur-Mer. En 1861, ses cendres sont transférées au caveau de la famille González Balcarce, dans le cimetière de Brunoy, en France. Ultérieurement, plusieurs tentatives sont faites pour les rapatrier en Argentine. Durant la présidence de Nicolás Avellaneda, on crée la « Commission chargée de rapatrier les restes du Libertador », ce qui est finalement accompli le 28 mai 1880. Sa dépouille repose dans la cathédrale métropolitaine de Buenos Aires, face à la place de Mai, veillée par des soldats du corps prestigieux des grenadiers à cheval.
En 1926, l'avenue du Général-San-Martin située dans le parc des Buttes-Chaumont à Paris prend son nom en raison de la proximité de l'avenue Simon-Bolivar qui ceint le parc. Une rue d'Évry dans le quartier de Grand-Bourg porte son nom.
Sa statue située sur la plage de Boulogne-sur-Mer est dite « miraculée ». Le quartier où elle est située a enduré de nombreux bombardements anglo-américains, des raids aériens et beaucoup d'attaques navales lors de la Seconde Guerre mondiale. Les attaques étaient faites à haute altitude et tout a été détruit dans le secteur près de la statue du général San Martín, sauf la statue de San Martín elle-même, bien que plusieurs bombes aient explosé autour du monument.
Dans cette même ville, la maison dans laquelle il a résidé est devenue un musée en son honneur,.
Un brise-glace argentin porte son nom.

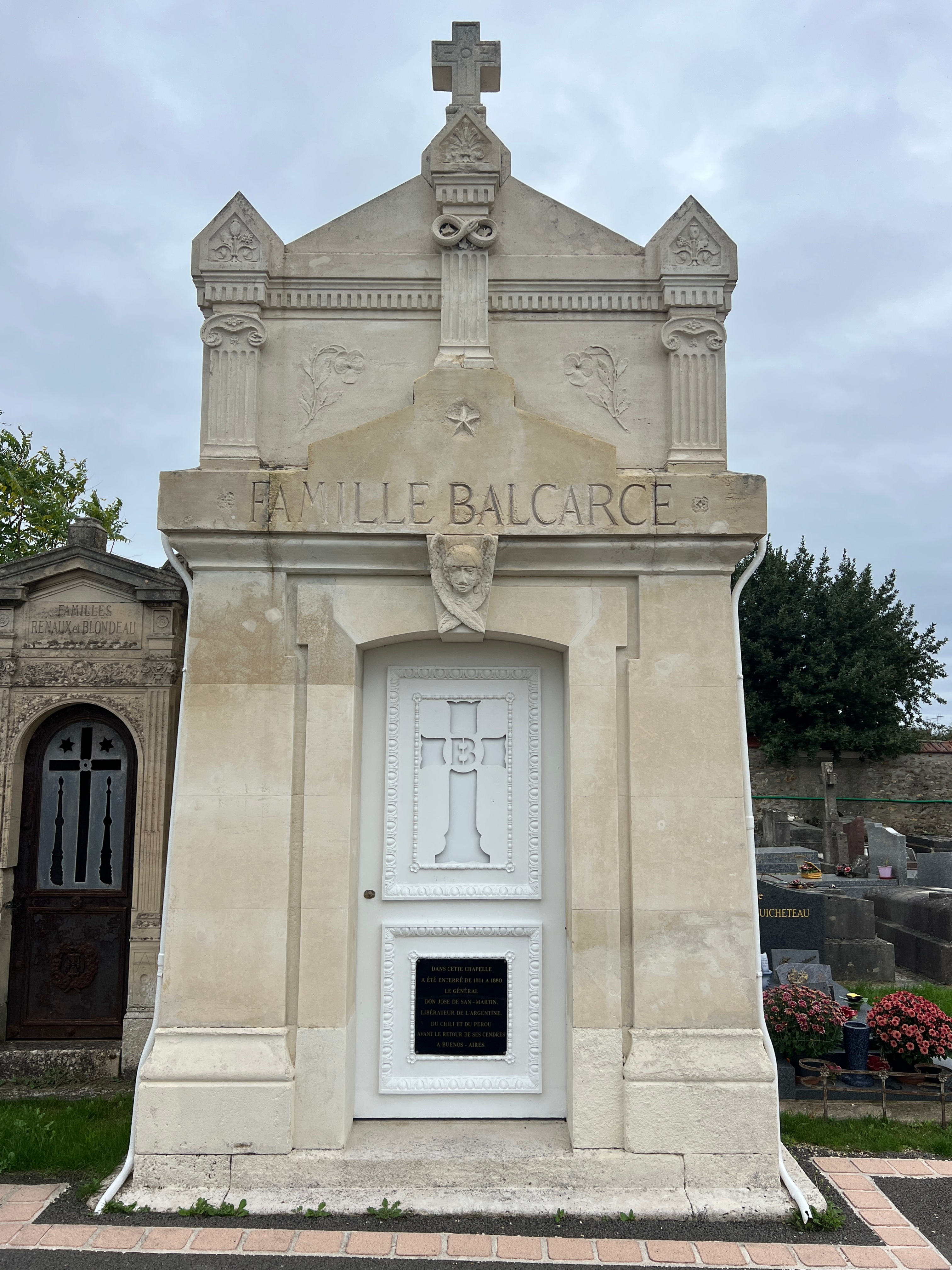
Chapelle de la famille González Balcarce à Brunoy.
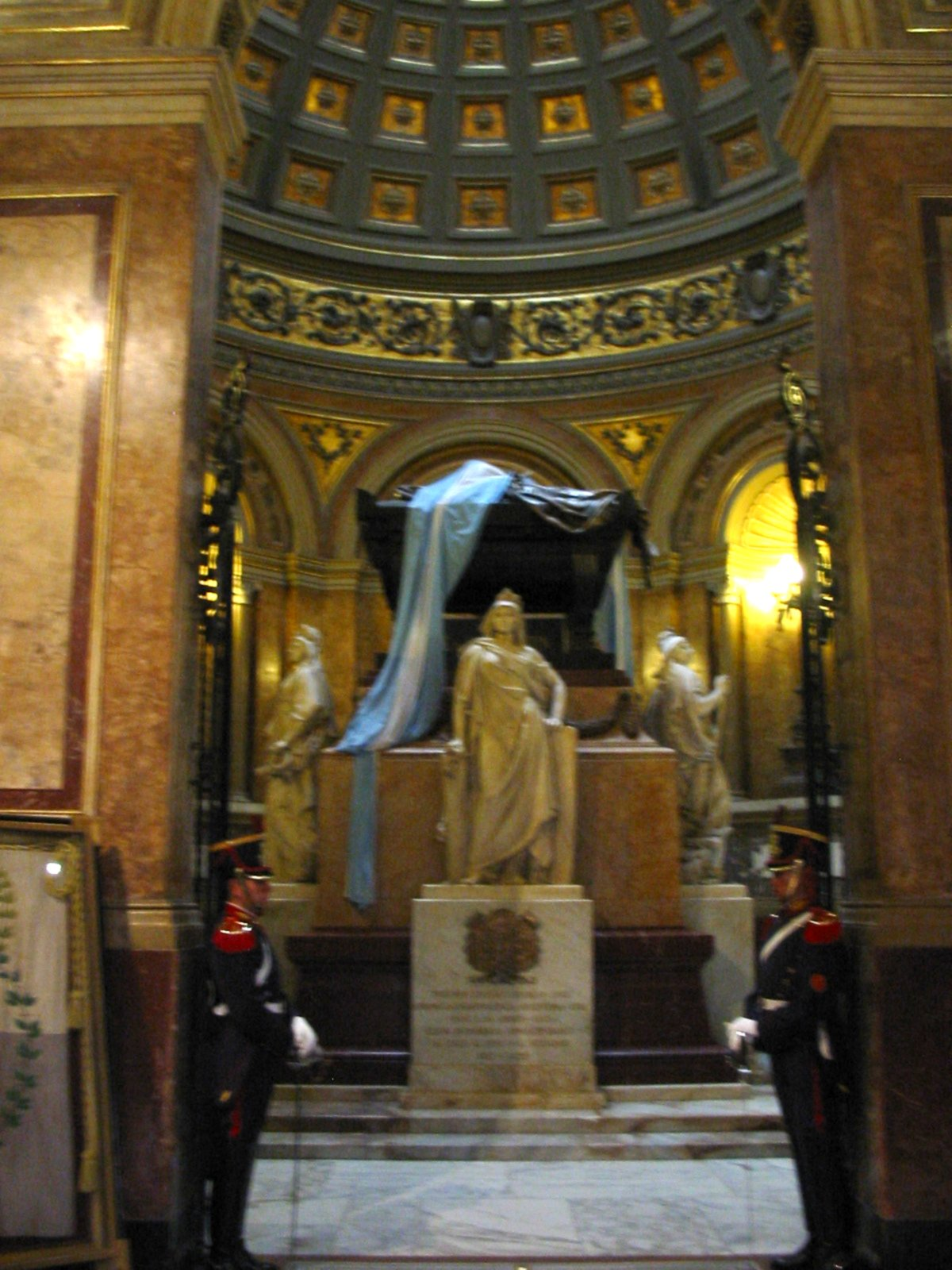
Tombe de San Martín en la cathédrale de Buenos Aires.
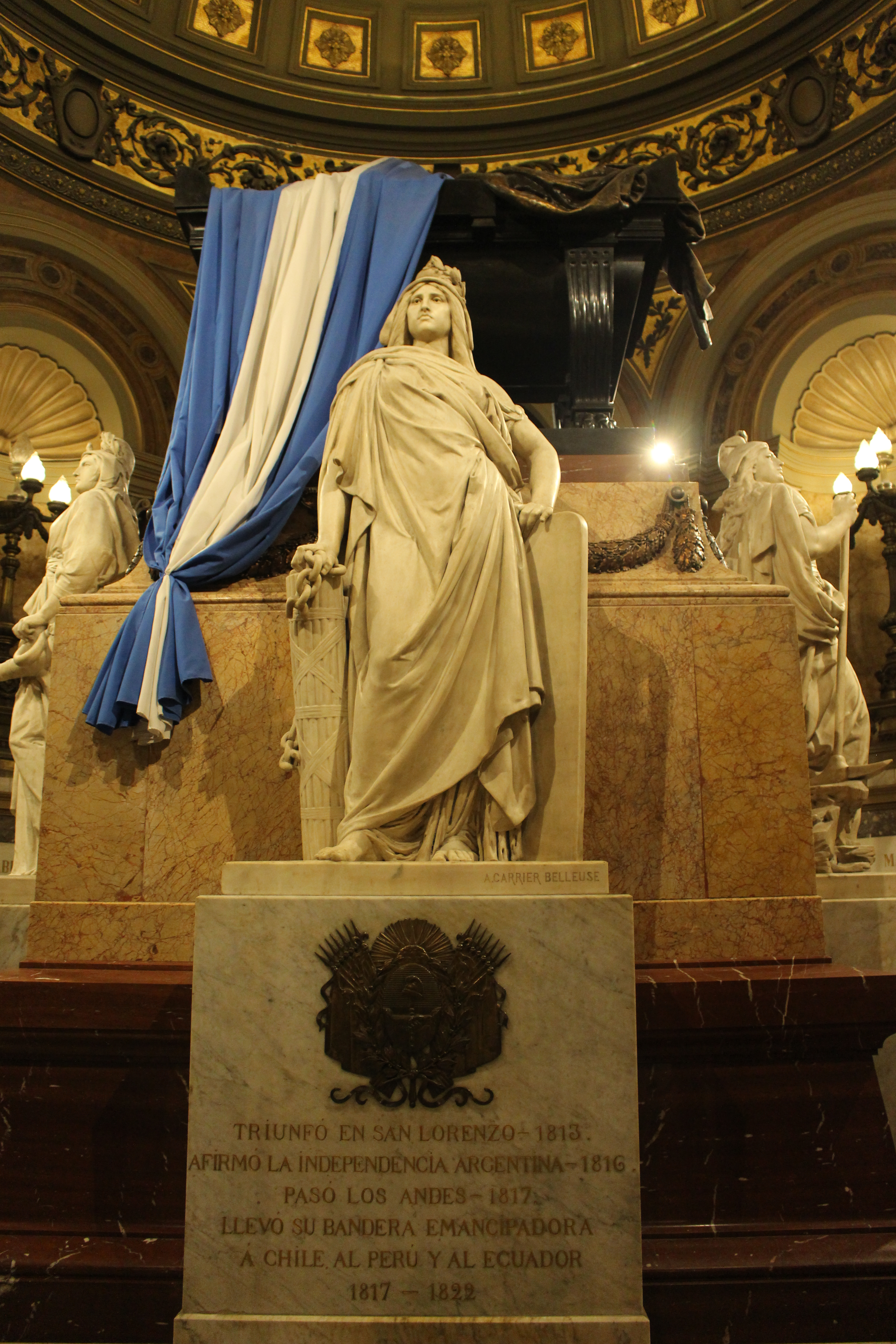
Mausolée de San Martín en la cathédrale de Buenos Aires.
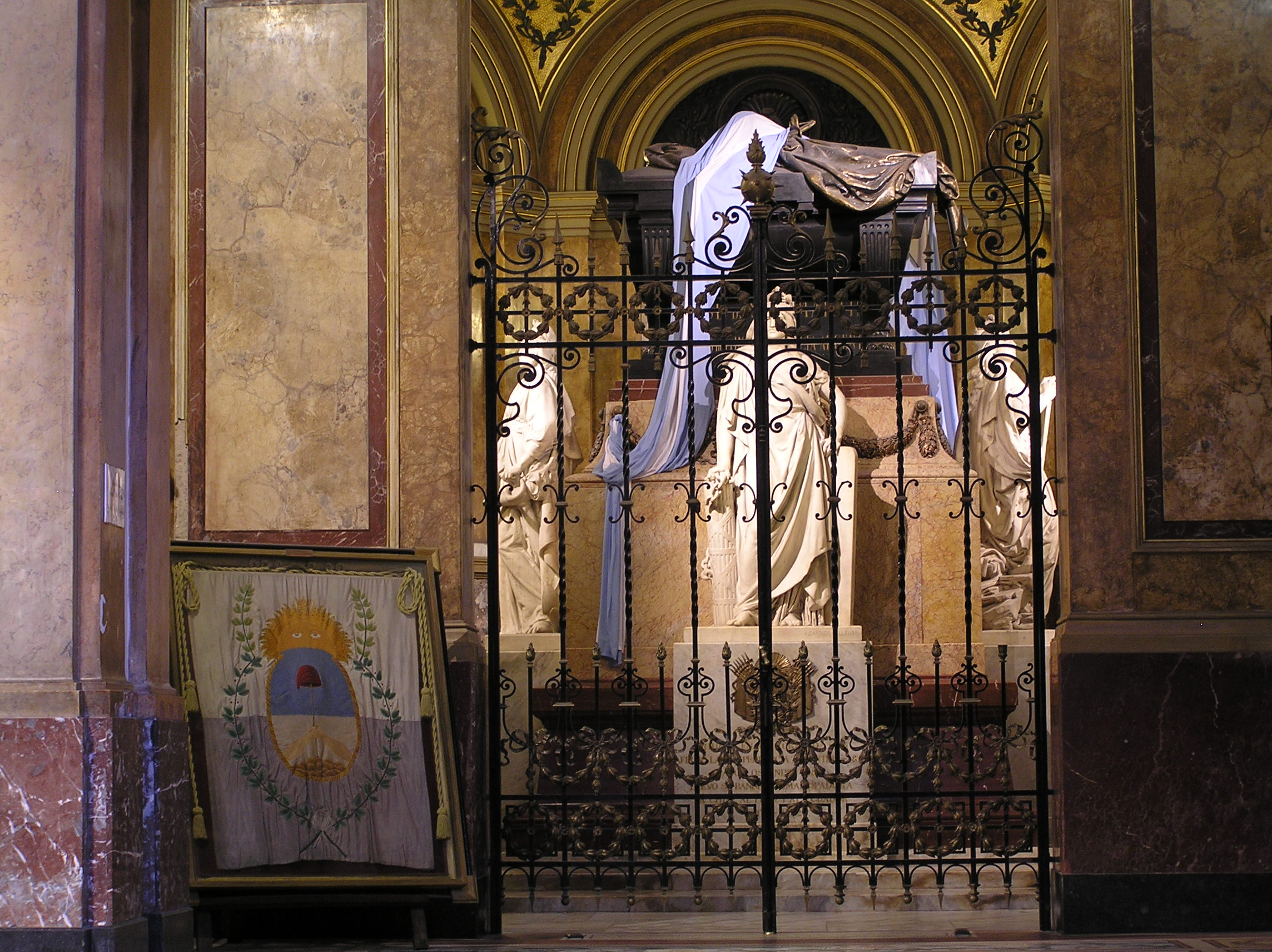
Mausolée de San Martín en la cathédrale de Buenos Aires.
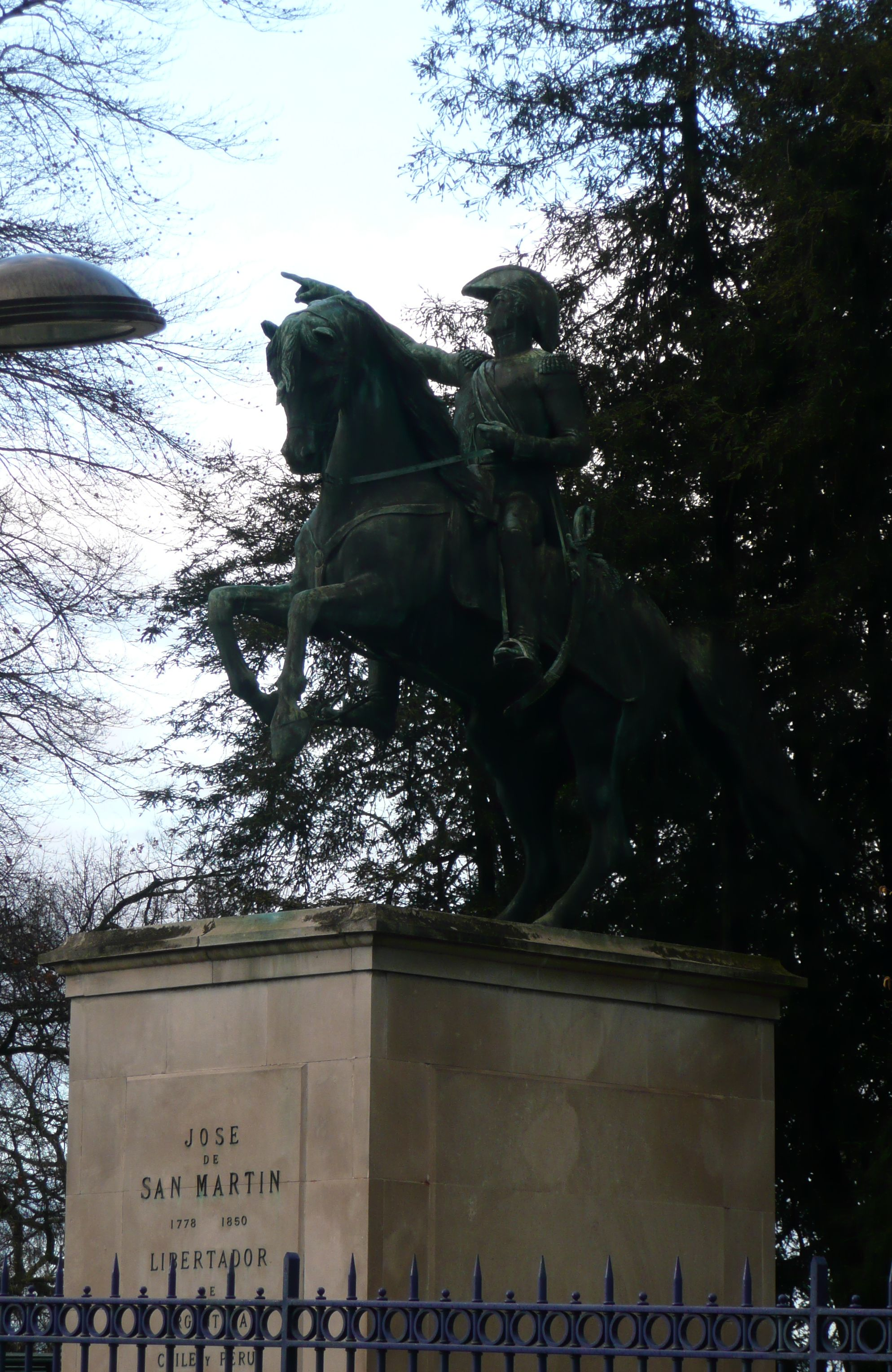
Statue de José de San Martín dans le parc Montsouris à Paris.
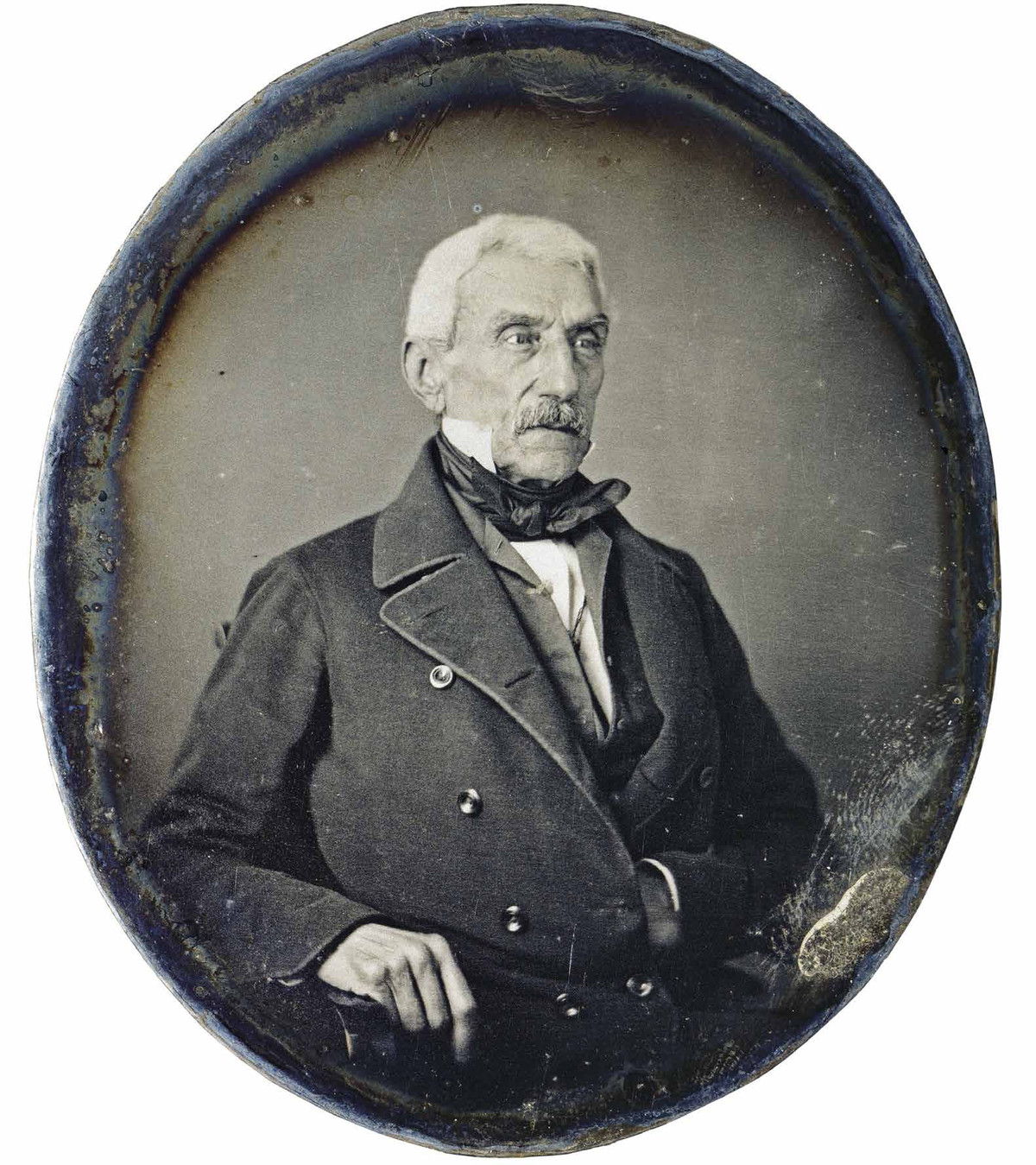
Unique photographie de José de San Martín.
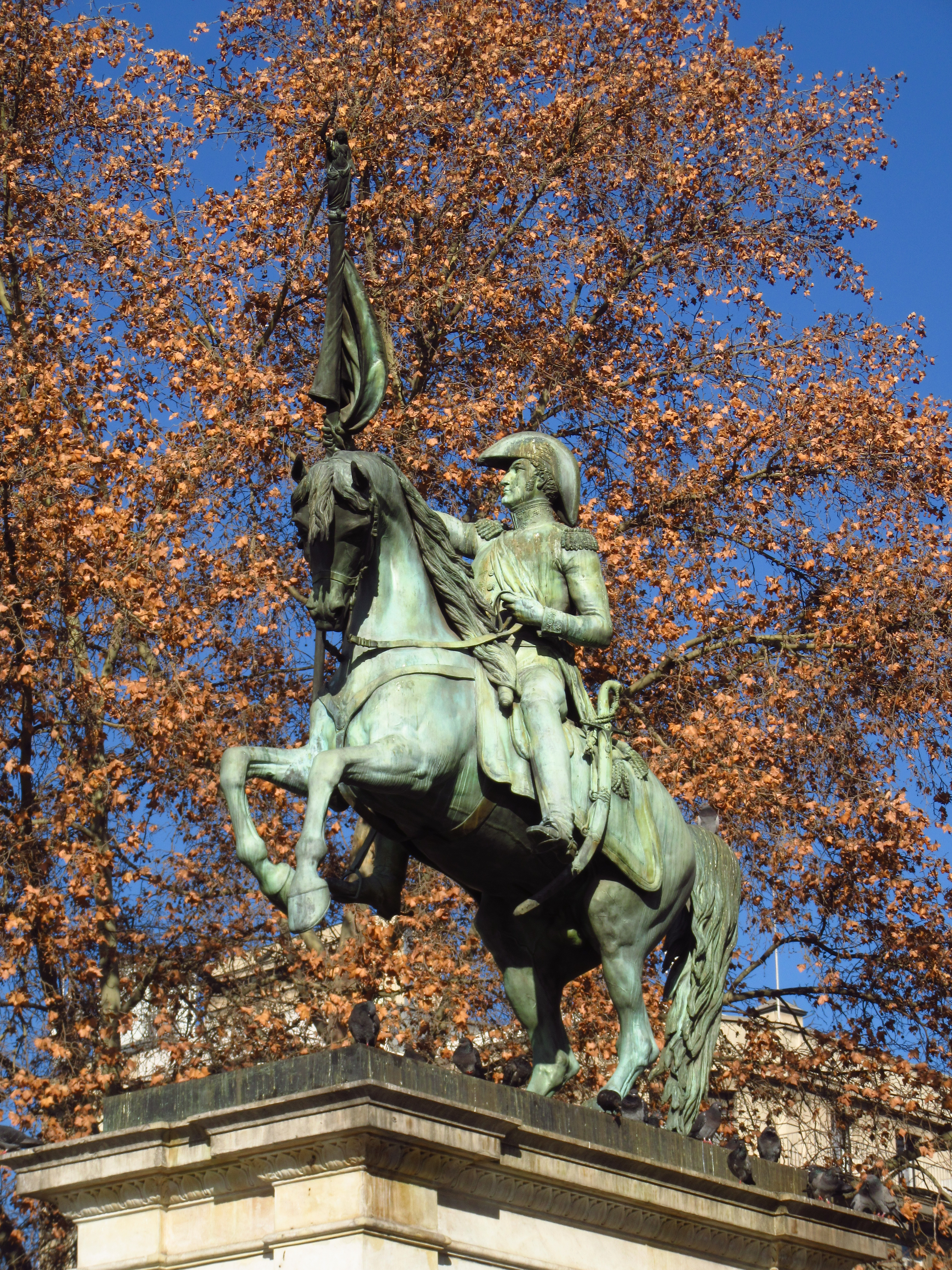
Monument à San Martín au Chili.
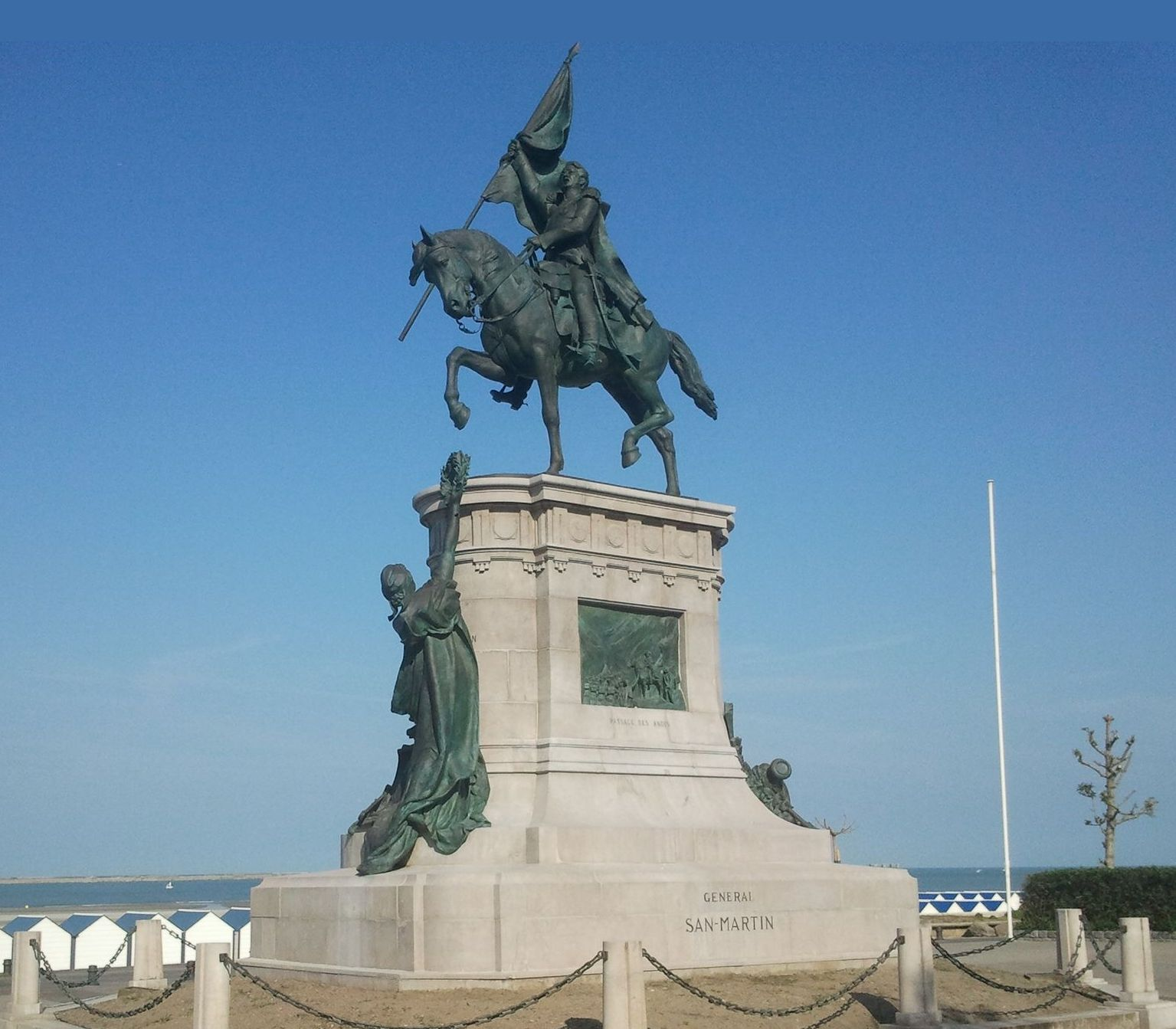
Statue équestre de San Martín à Boulogne-sur-Mer.
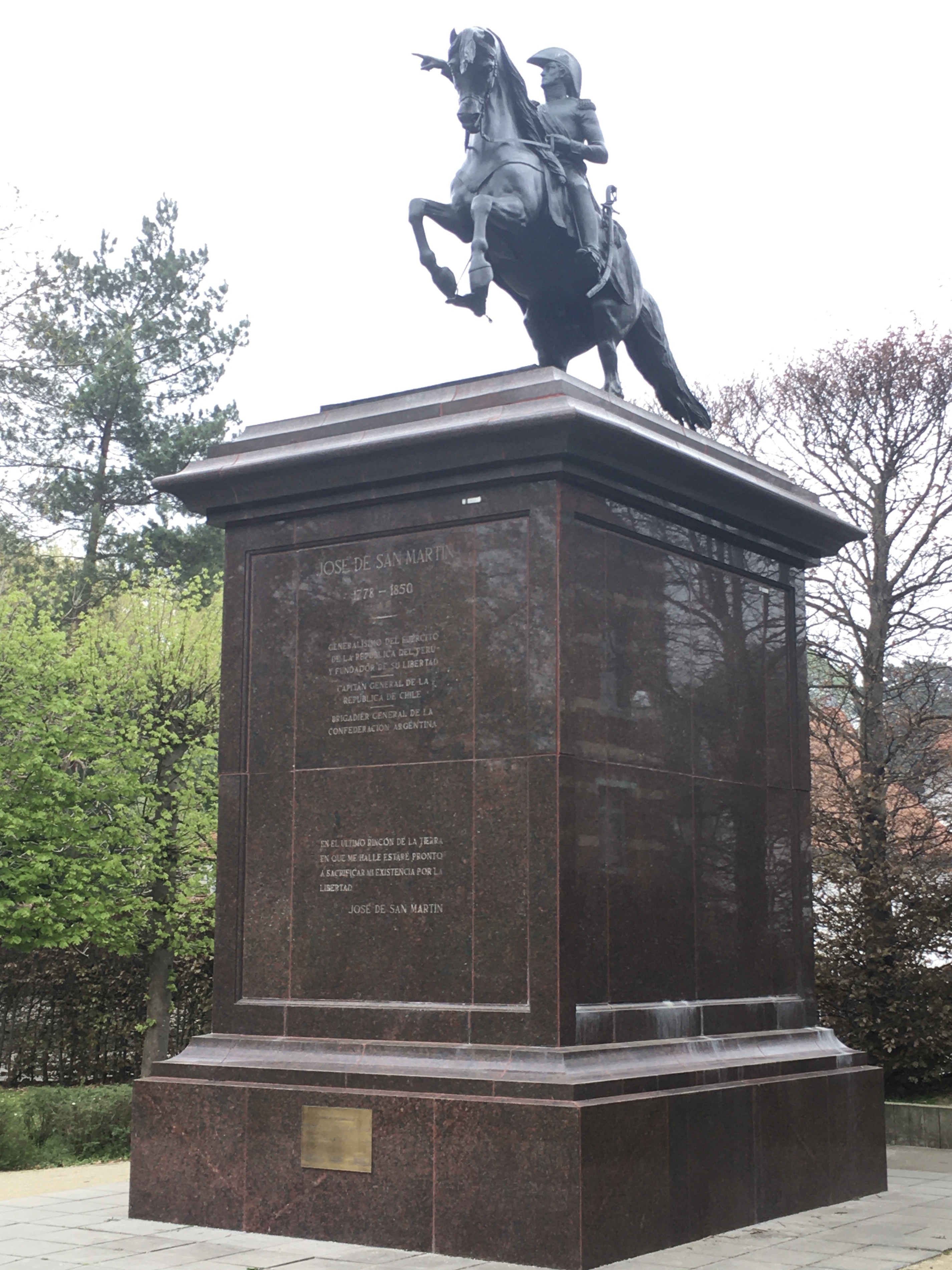
Statue équestre de José de San Martín à Woluwe-Saint-Pierre.